# Warrensville Heights
Warrensville Heights é uma cidade localizada no estado norte-americano do Ohio, no Condado de Cuyahoga.

## Demografia
Segundo o censo norte-americano de 2000, a sua população era de 15.109 habitantes.
Em 2006, foi estimada uma população de 13.967, um decréscimo de 1142 (-7.6%).

## Geografia
De acordo com o United States Census Bureau tem uma área de 10,7 km², dos quais 10,7 km² cobertos por terra e 0,0 km² cobertos por água.

## Localidades na vizinhança
O diagrama seguinte representa as localidades num raio de 4 km ao redor de Warrensville Heights.